# 27861 Sudachikako
27861 Sudachikako è un asteroide della fascia principale. Scoperto nel 1995, presenta un'orbita caratterizzata da un semiasse maggiore pari a 2,578262 UA e da un'eccentricità di 0,168595, inclinata di 12,197367° rispetto all'eclittica. Ha un diametro di 5,732 km. Ha un periodo di rotazione di 28,273 ore.